# Liptovská Lúžna
Liptovská Lúžna é um município da Eslováquia, situado no distrito de Ružomberok, na região de Žilina. Tem 54,66 km² de área e sua população em 2018 foi estimada em 2.783 habitantes.

## Demografia
| Ano:        | 1994 | 2004   | 2014   | 2024   |
| ----------- | ---- | ------ | ------ | ------ |
| Broj ljudi: | 3066 | 2973   | 2851   | 2701   |
| Razlika:    |      | -3,03% | -4,10% | -5,26% |

| Ano:               | 2023 | 2024   |
| ------------------ | ---- | ------ |
| Número de pessoas: | 2728 | 2701   |
| Diferença:         |      | -0,98% |